# S-13
El S-13 es un cohete no guiado de 122 mm desarrollado por la Fuerza Aérea Soviética para su uso en aviones militares. Permanece en servicio con la Fuerza Aérea de Rusia y algunos otros países.
El cohete S-13 fue desarrollado en la década de los 1970 para llenar los requerimientos de un arma penetradora capaz de crear cráteres en pistas de despegue y de penetrar refugios reforzados para aviones, búnkers y casamatas, llenando la brecha entre los cohetes de 80 y 240 mm y cumplir un rol similar al del cohete de 127 mm Zuni. El S-13 es de una distribución convencional, con un motor cohete de combustible sólido y aletas de cola plegables que proporcionan estabilidad después de ser lanzado. 
Las primeras pruebas se realizaron en el año 1973, pero solo fue introducido en servicio en el año 1983. Los cohetes S-13 son disparados desde el lanzador de cinco tubos B-13L, que puede ser instalado en la mayoría de los aviones de ataque y de caza soviéticos y rusos, tales como Su-17/20/22, Su-24, Su-25, Su-27, MiG-23BN, MiG-27, MiG-29. El lanzador B-13L1 es usado por helicópteros, tales como Mil Mi-24, Mil Mi-28, Ka-29TB, Ka-50, Ka-52.

## Actualización Ugroza
El sistema Ugroza (Amenaza) de munición guiada de precisión son mejoras hechas a una variedad de municiones tontas, incluyendo a los cohetes S-5, S-8 y S-13. El sistema convierte los cohetes de no guiados a guiados, ya sea mediante un guiado láser u óptica (vía una pantalla de TV). La versión de guía láser requiere que un designador de blancos láser, ya sea de una fuente aerotransportada o de una terrestre, pinte el blanco durante tres segundos. El Ugroza permitirá que los cohetes sean disparados en ráfagas de entre 2 y 7 cohetes desde su alcance máximo, manteniendo su capacidad de lograr ataques de precisión. El CEP informado es de 0,8 a 1,6 m, mientras que el alcance máximo de los cohetes usados varían entre 1,5 - 9 km.
A los cohetes actualizados con Ugroza se les asigna el sufijo Kor. El S-5Kor ha informado un alcance de 2,5 - 7 km, con una velocidad máxima de 430 m/s. El cohete pesa 5,85 kg al lanzamiento, con una cabeza de guerra equivalente a 0,5 kg de TNT, y puede penetrar 200 mm de RHA.
El S-8Kor tiene un alcance de 2,5-8 km, con una velocidad máxima de 480 m/s, el cohete pesa 15,2 kg al lanzamiento, y el proyectil BM-8 pesa 6 kg, con 1,8 kg de explosivos equivalente a TNT y la habilidad de penetrar 400 mm de RHA.
El S-13Kor tiene un alcance de 2,5-9 km, con una velocidad máxima de 480 m/s. El cohete pesa 70 kg al lanzamiento, con el proyectil BM-13 teniendo 5,2 kg de equivalente a TNT y siendo capaz de penetrar 700 mm de RHA.

## Especificaciones del lanzador
| Designación | Largo  | Diámetro | Peso descargado | Cantidad de cohetes | Notas                                 |
| ----------- | ------ | -------- | --------------- | ------------------- | ------------------------------------- |
| B-13L       | 3,56 m | 0,410 m  | 160 kg          | 5                   | 0,15 segundos de intervalo de disparo |
| B-13L1      | 3,06 m | 0,410 m  | 140 kg          | 5                   | 0,15 segundos de intervalo de disparo |

## Especificaciones del cohete
| Designación | Tipo        | Largo total | Peso de lanzamiento | Peso cabeza de guerra                           | Alcance    | Notas |
| ----------- | ----------- | ----------- | ------------------- | ----------------------------------------------- | ---------- | --- |
| S-13        | Penetración | 2,54 m      | 57 kg               | 21 kg (1,82 kg de explosivos)                   | 1,1 - 3 km | Penetra 3 m de tierra y 1 m de hormigón reforzado. En pistas de aterrizaje produce un área de demolición de 20 m². Velocidad 650 m/s                           |
| S-13B       | Penetración | 2,63 m      | 60 kg               | 23 kg (1,92 kg de explosivo)                    | n/a        | Penetra 3 m de tierra y 1 m de hormigón . |
| S-13T       | Tándem HEAT | 2,99 m      | 75 kg               | 21 kg y 16,3 kg (1,8 kg y 2,7 kg de explosivos) | 1,1 - 4 km | Penetración combinada de 6 m de tierra y 1 m de hormigón reforzado. Velocidad 500 m/s                                                                          |
| S-13OF      | APAM/FRAG   | 2,97 m      | 69 kg               | 33 kg (7 kg de explosivo)                       | 1,6 - 3 km | Produce 450 fragmentos entre 23 y 35 g, capaz de penetrar vehículos blindados ligeramente tales como APC e IFV. Velocidad 530 m/s. Introducido en el año 1993. |
| S-13D       | FAE         | 3,12 m      | 68 kg               | 32 kg (14,2 kg de combustible)                  | 1,6 - 3 km | 35 - 40 kg de equivalente a TNT. Velocidad 530 m/s. Introducido en el año 1995.                                                                                |
| S-13DF      | FAE         | 3,12 m      | 68 kg               | 32 kg (14,6 kg de combustible)                  | 0,5 - 6 km | Hasta 40 kg de equivalente a TNT. Velocidad 530 m/s |